# George Ayres
George A. Ayres (sinh năm 1899, ngày mất không rõ) là một cầu thủ bóng đá thi đấu ở Football League cho Charlton Athletic, Sheffield Wednesday và Blackpool. Ông sinh ra ở Sutton, London, Anh.